# سربند، ولایت سغد
سَربَند (پیشتر: قوشته‌گیرمان) جماعت و شهرکی در شمال غربی تاجیکستان است که در ناحیهٔ اسپیتمن ولایت سغد قرار دارد. جمعیت این جماعت ۶٬۴۴۲ نفر است.